# Человек, который сделал Балтийское море

«Человек, который сделал Балтийское море» — сборник фантастических повестей и рассказов Севера Гансовского. Опубликован в московском издательстве «Молодая гвардия» в 1981 в серии «Библиотека советской фантастики».
В сборник вошли повести «Часть этого мира» и «Башня» — сокращённый вариант повести писателя «Шесть гениев». Обе посвящены критике западного общественного строя. Также в сборник вошли рассказы «Млечный путь», повествующий о прогрессе советского общества, полусатирический «Чёрный камень», критикующий чёрствость и вещизм, поразившие и советское общество, и «Человек, который сделал Балтийское море», посвящённый философии истории — автор описывает первобытных людей, указывая на то, что разумный труд служит началом истории социального и научного прогресса.